# Ángel Parra en Alemania
Ángel Parra en Alemania es el cuarto álbum en directo del cantautor chileno Ángel Parra como solista, lanzado originalmente en 1988 y grabado el año anterior en un concierto en la Ópera de Fráncfort, ubicada en la ciudad alemana de Fráncfort del Meno, estado de Hesse.
Mientras que la Cara B son canciones compuestas por él, la Cara A contiene canciones compuestas por Violeta Parra, su madre, a quien dentro de la carátula incluye una dedicatoria por su aniversario número 71.

## Lista de canciones

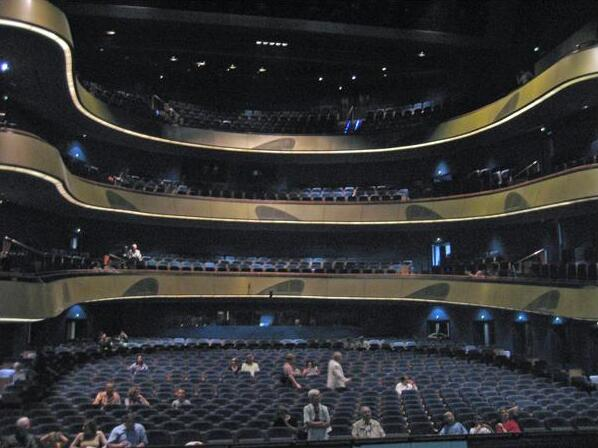
La Ópera de Fráncfort en 2006, lugar donde se realizó el concierto.

Toda la música compuesta por Violeta Parra. 
| Cara A |                            |          |  |
| N.º    | Título                     | Duración |  |
| 1.     | «Un río de sangre»         | 4:05     |  |
| 2.     | «Y arriba quemando el sol» | 3:10     |  |
| 3.     | «Volver a los 17...»       | 4:36     |  |
| 4.     | «El joven Sergio»          | 2:03     |  |
| 5.     | «Los pueblos americanos»   | 2:30     |  |
| 16:24  |                            |          |  |

Toda la música compuesta por Ángel Parra. 
| Cara B |                                            |              |          |  |
| N.º    | Título                                     | Letras       | Duración |  |
| 6.     | «Taita Atahualpa» (o «Atahualpa Yupanqui») |              | 2:57     |  |
| 7.     | «Señora araña»                             |              | 2:26     |  |
| 8.     | «El picaflor»                              | Pablo Neruda | 2:24     |  |
| 9.     | «A El Salvador y Nicaragua»                |              | 4:29     |  |
| 10.    | «Canción de paz»                           |              | 3:57     |  |
| 16:13  |                                            |              |          |  |